# Ge Ping
Ge Ping, född 11 januari 1961, är en kinesisk friidrottare. Hon deltog vid olympiska sommarspelen 1984.